# Juvisy-sur-Orge
Juvisy-sur-Orge – miejscowość i gmina we Francji, w regionie Île-de-France, w departamencie Essonne. Przez miejscowość przepływa Sekwana. 
Według danych na rok 1990 gminę zamieszkiwało 11 816 osób, a gęstość zaludnienia wynosiła 5299 osób/km² (wśród 1287 gmin regionu Île-de-France Juvisy-sur-Orge plasuje się na 215. miejscu pod względem liczby ludności, natomiast pod względem powierzchni na miejscu 856.).
W 1888 r. w Juvisy zmarł Jan Nepomucen Janowski (ur. 1803), który żył w domu Sióstr Miłosierdzia św. Wincentego á Paulo ("dom polskich weteranów powstańczych", maison des Vétérans polonais). Od 1891 r. do 1907 kapelanem tego domu był ks. Bonawentura Metler, astronom, przyjaciel Camille'a Flammariona, który w Juvisy zbudował w 1883 r. obserwatorium astronomiczne (nadal istniejące).

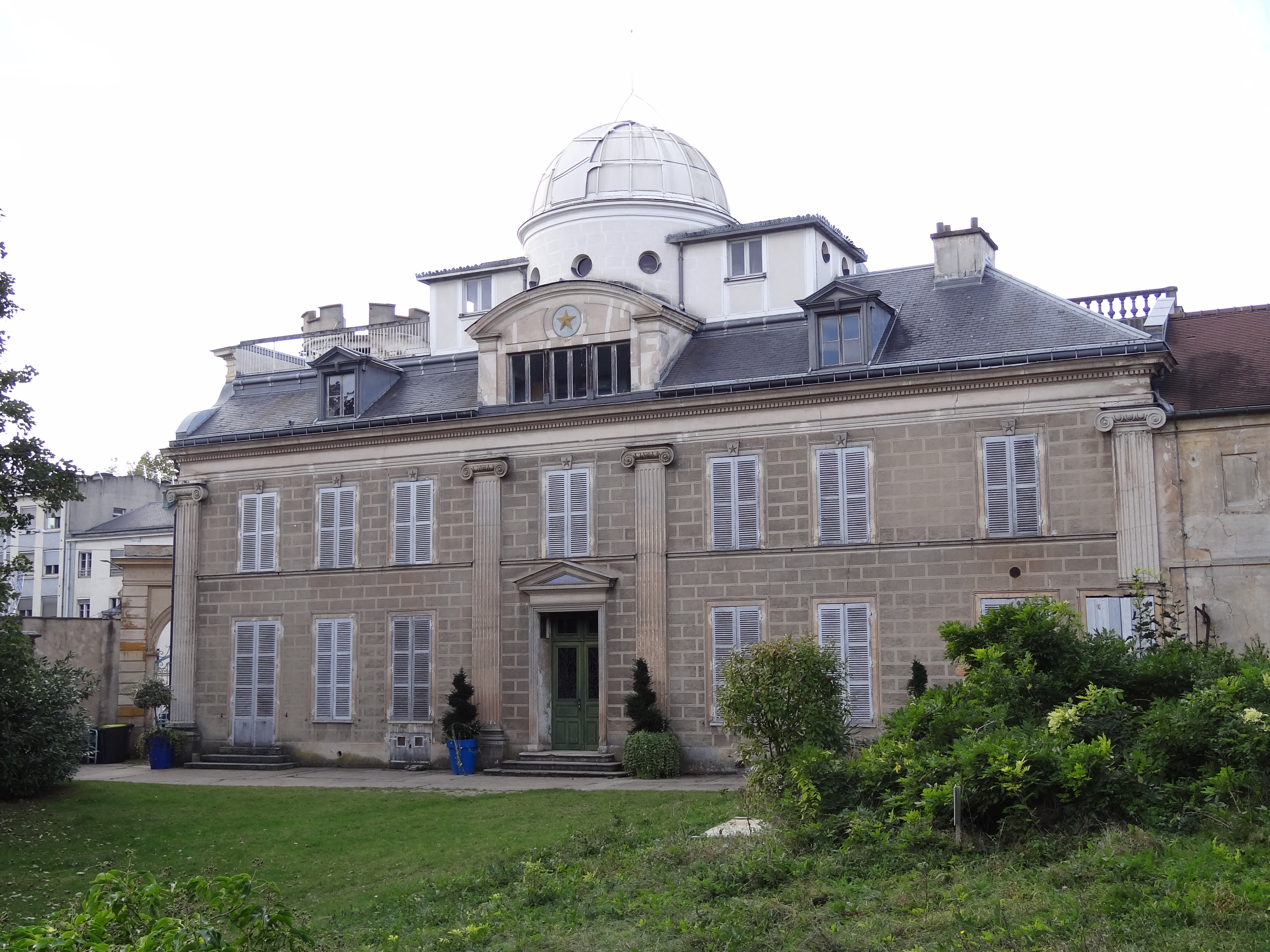
Obserwatorium astronomiczne Camille'a Flammariona